# Gentiana maeulchanensis
Gentiana maeulchanensis är en gentianaväxtart som beskrevs av Adrien René Franchet. Gentiana maeulchanensis ingår i släktet gentianor, och familjen gentianaväxter. Inga underarter finns listade i Catalogue of Life.